# Josip Juraj Strossmayer
Josip Juraj Strossmayer, também Štrosmajer (em alemão:  Joseph Georg Strossmayer; 4 de fevereiro de 1815 – 8 de abril de 1905) foi um bispo católico croata do século XIX, além de benfeitor e político da Croácia. Ele foi um dos promotores da ideia nacional iugoslava. Strossmayer nasceu em Osijek de uma família croata e seu bisavô era imigrante alemão de Estíria que havia se casado com uma mulher croata. Estudou em Viena e Budapeste antes de se tornar bispo em 1850. Strossmayer defendeu a união dos eslavos do sul e foi um importante defensor da criação da Iugoslávia. Ele também era um patrono das artes e das ciências e ajudou a fundar a Academia Iugoslava de Ciências e Artes.
Ele era conhecido por seu papel na questão da independência da Croácia, sua promoção do diálogo inter-religioso e seus esforços para melhorar a educação na Croácia.